# 女床
女床是中国古代星官名，属三垣之中的天市垣，指的是皇帝的後宮，女床星官共由三星组成，在现在通用的88星座中属于武仙座。

## 女床三星
- 女床一，武仙座π，视星等3.19
- 女床二，武仙座69，视星等4.66
- 女床三，武仙座ρ，视星等4.17

## 古书记载
- 《晉書‧天文志》：「 女床三星，在紀星北，主女事。」